# 清水建宇
清水 建宇（しみず たてお、1947年 - ）は元実業家（豆腐店経営）、元朝日新聞論説委員。

## 来歴
北海道札幌市出身。北海道札幌南高等学校、神戸大学経営学部卒業後の1971年4月、朝日新聞入社。佐賀支局、西部本社社会部を経て1981年東京本社に異動、警視庁記者、宮内庁記者を担当の後、出版局に移り「週刊朝日」副編集長、「論座」編集長などを歴任。2003年論説委員に就任。また、テレビ朝日のニュース番組「ニュースステーション」にて、の間、コメンテーターも務めた。2007年定年退職。朝日新聞社が発行する『大学ランキング』の編集長を1994年の創刊以来、2008年版まで続けていた。現在は、スペインのバルセロナで2010年に開店した豆腐店を営んでいるが、体力の衰えを感じて、2021年1月に全国豆腐連合会を通じて後継者を募り店舗を譲った。

## 人物

### 寛仁親王の発言について
2006年2月2日付の朝日新聞朝刊社説において、「寛仁さま、発言はもう控えては」と題して、皇位継承問題に関する一連の寬仁親王の発言について、「寛仁さまひとりが発言を続ければ、それが皇室の総意と誤解されかねない。そろそろ発言を控えてはいかがだろうか。」と批判した。これに対して、2006年2月3日付の産経新聞主張において「朝日社説　「言論封じ」こそ控えては」と題して、「寛仁さまの発言を批判することは言論の自由の範囲内であるが、その発言を封じようとする社説は、言論・報道機関として、守るべき一線を越えているように思われる。」と批判された。また、週刊文春においても、2月16日号に、「寛仁さまに『黙れ』と命じた朝日論説委員の『実名』と『見識』」と題する記事を掲載、「近代史では例を見ない、前代未聞の皇族批判」、「言論を封じることは自殺行為である」と批判された。これらの批判に対して、清水は、該当社説を執筆した事実は認め、「取材には、論説室が文章で回答する」とした。

### 一身二生で退職後は豆腐屋へ
清水は「世界名画の旅」の取材で当時訪れたバルセロナが数ある取材先の中で最も印象的だったことから、退職後に移住することをかねてから考えていた。しかし米や魚介類など食べ物が日本と似ているにもかかわらず、バルセロナには豆腐店がないことから、日本食がないと駄目な清水は自分で作るしか無いと長らく漠然と思っていた。そのような中、清水が雑誌で伊能忠敬を特集した際、伊能が事業家として成功を収めた後に、それに見切りをつけて第二の人生として学問の道に入ったという「一身二生」の考えに感銘を受けて、バルセロナで豆腐店を開くことを決意する。
そこで清水は定年退職の2週間前から東京にあるセルバンテス文化センターでスペイン語を学び始める。また、定年退職翌年の2008年5月より千葉県習志野市津田沼にある「村山とうふ店」に弟子入りし、豆腐や油揚げなどの作り方を学ぶ。
当初の予定ではバルセロナに2009年1月に店を出す考えだったが、予定がずれ込んで2010年4月12日に豆腐店「Tofu Catalán 東風」を開店。時期は不明だが月商230万円、客は日本人とスペイン人で4対6。

### その他
- 朝日新聞勤務時代の趣味のひとつに自作パソコンがあり、同社が発行していた「ASAHIパソコン」誌の自作企画コーナーに出演した事がある。

- ヘビースモーカーであり、朝日新聞本社への通勤時は、歩きタバコが条例で禁止されている中央区の路上を喫煙しながら歩いていた[要出典]。

- 2011年スペイン議会総選挙に際しテレビ朝日の現地取材を受け、同国の高失業率問題や社会保障問題について実態を述べた。

- グリコ・森永事件で大阪本社社会部に応援に行った際、担当記者のひとりだった五十嵐浩司とともに路地裏を歩いていたところ、1台のパトカーが止まって職務質問を受けた。清水が容疑者のキツネ目の男に似ており、五十嵐の風貌も企業舎弟さながらだったうえ、2人とも社員証を携行していなかったため署まで任意同行を求められた。朝日新聞記者ということが嘘ではないことが分かって短時間で解放されたが、テレビに出て顔を売らなきゃだめだと、五十嵐とつくづく語り合ったという。この話しは哄笑談として社内外に伝わって有名になり、清水と五十嵐が報道ステーションのコメンテーターになるきかっけとなった[要出典]。

## 番組出演
| 期間                                         | 期間                                         | 番組名                                 | 役職           |
| -------------------------------------------- | -------------------------------------------- | -------------------------------------- | -------------- |
| 2000年1月                                    | 2004年3月                                    | ニュースステーション（テレビ朝日）     | コメンテーター |
| 2008年6月28日・2017年12月30日・2020年4月25日 | 2008年6月28日・2017年12月30日・2020年4月25日 | 久米宏 ラジオなんですけど（TBSラジオ） | ゲスト出演     |